# Jaun
Jaun is een gemeente en plaats in het Zwitserse kanton Fribourg, en maakt deel uit van het district Gruyère. Het dorp ligt op 1.015 meter. Jaun telt 659 inwoners.

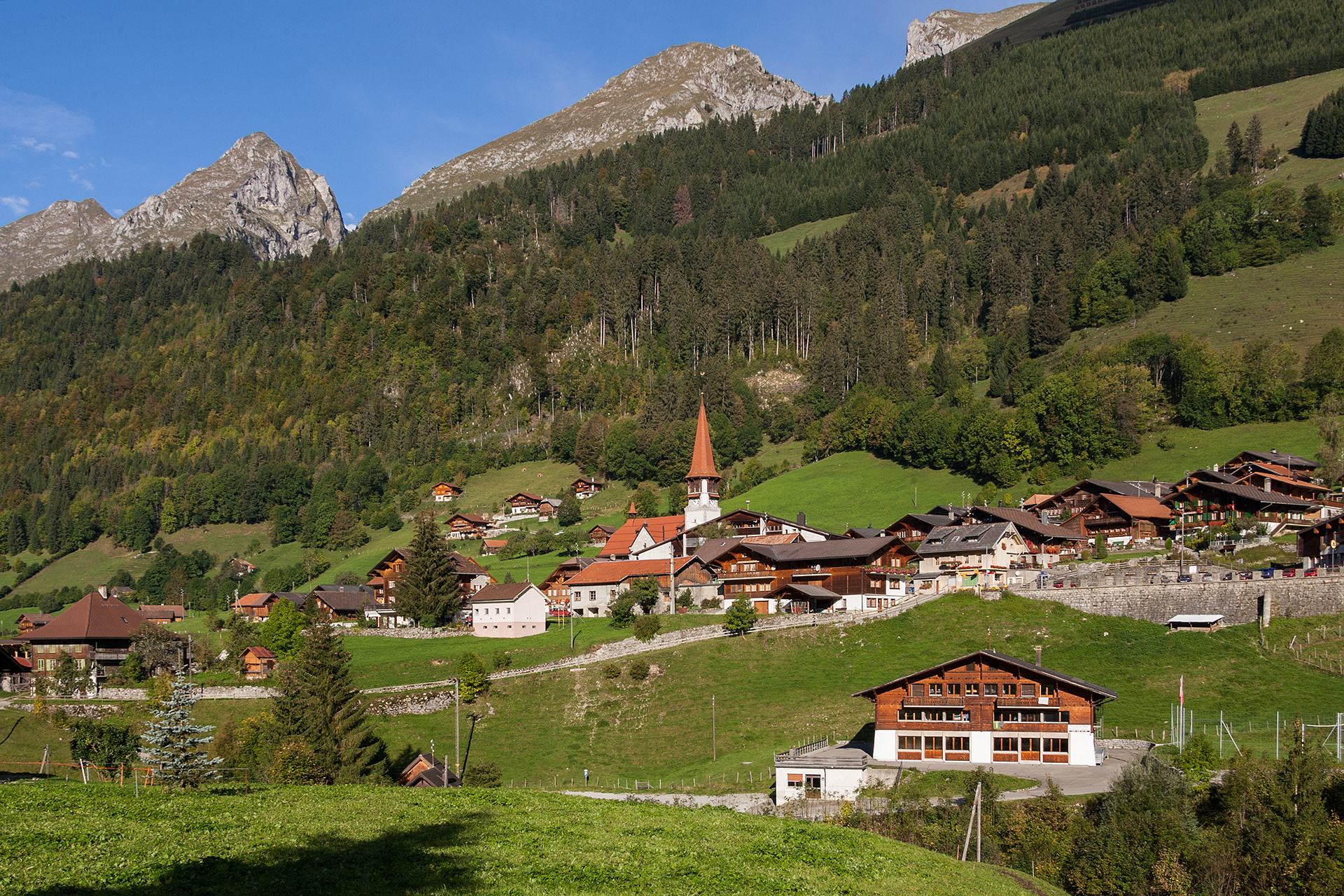
Jaun

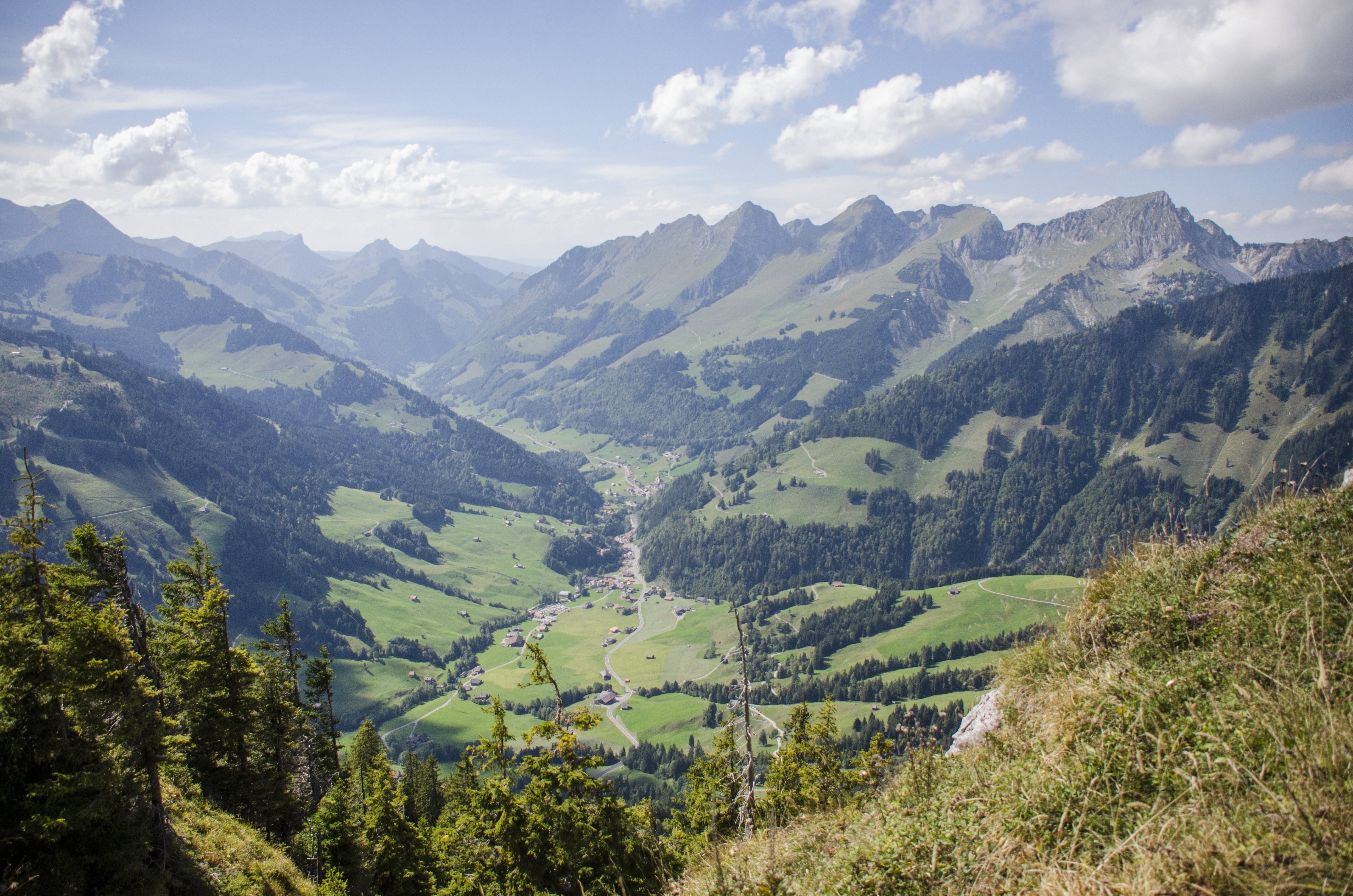
Jaun in het dal

In tegenstelling tot de andere gemeentes in het district Gruyère spreekt men hier Duits. In Jaun bevindt zich een klein skigebied waar men kan langlaufen.

## Geboren
- Anton Cottier (1943-2006), politicus[1]